# Neorepukia pilama
Neorepukia pilama là một loài nhện trong họ Agelenidae.
Loài này thuộc chi Neorepukia. Neorepukia pilama được miêu tả năm 1973 bởi Raymond Robert Forster & Wilton.